# Calophya oweni
Calophya oweni är en insektsart som beskrevs av Leonard D. Tuthill 1939. Calophya oweni ingår i släktet Calophya och familjen Calophyidae. Inga underarter finns listade i Catalogue of Life.